# Faramea langlassei
Faramea langlassei är en måreväxtart som beskrevs av Paul Carpenter Standley. Faramea langlassei ingår i släktet Faramea och familjen måreväxter.
Artens utbredningsområde är Colombia. Inga underarter finns listade i Catalogue of Life.